# 杉浦健太
杉浦 健太（すぎうら けんた、1992年11月4日 - ）は、地方競馬の園田競馬場新井隆太厩舎所属の騎手である。地方競馬教養センター騎手課程第88期生。自称「園田競馬のかみじょうたけし」。

## 来歴
2010年4月1日付けで地方競馬騎手免許を取得。同年4月13日第2回園田競馬1日目第6競走4歳以上C2二組条件戦をホッカイパルニで優勝し、初騎乗初勝利（11頭立て3番人気）。
2012年2月1日付けで荒山義則厩舎から溝橋利喜夫厩舎に所属が変更された。
2013年1月21日第27回全日本新人王争覇戦に出場し、10人中総合3位の成績を収めた。
2014年10月23日、11月1日付けで溝橋利喜夫厩舎から新井隆太厩舎へ所属変更することが発表された。
2015年10月29日第17回園田競馬2日目第10競走第8回兵庫若駒賞をマイタイザンで優勝し、重賞初制覇（12頭立て1番人気）。またこの勝利は同馬の管理調教師新井隆太にとっても重賞初優勝となった。

## 主な騎乗馬
- マイタイザン（2015年兵庫若駒賞、2016年西日本ダービー、2017年摂津盃、2018年新春賞、兵庫大賞典、園田金盃、2019年梅見月杯）
- ノブタイザン（2015年園田ジュニアカップ、2018年六甲盃）
- スマイルプロバイト（2016年園田クイーンセレクション）
- テンマダイウェーヴ（2019年園田オータムトロフィー）
- ディアタイザン（2020年兵庫ダービー）
- ツムタイザン（2020年兵庫若駒賞、園田ジュニアカップ、2023年摂津盃、2024年マーチカップ）
- スペシャルエックス（2025年兵庫ウインターカップ）
- ヴィーリヤ（2025年兵庫サマークイーン賞）

出典: